# 3-й пехотный полк (США)

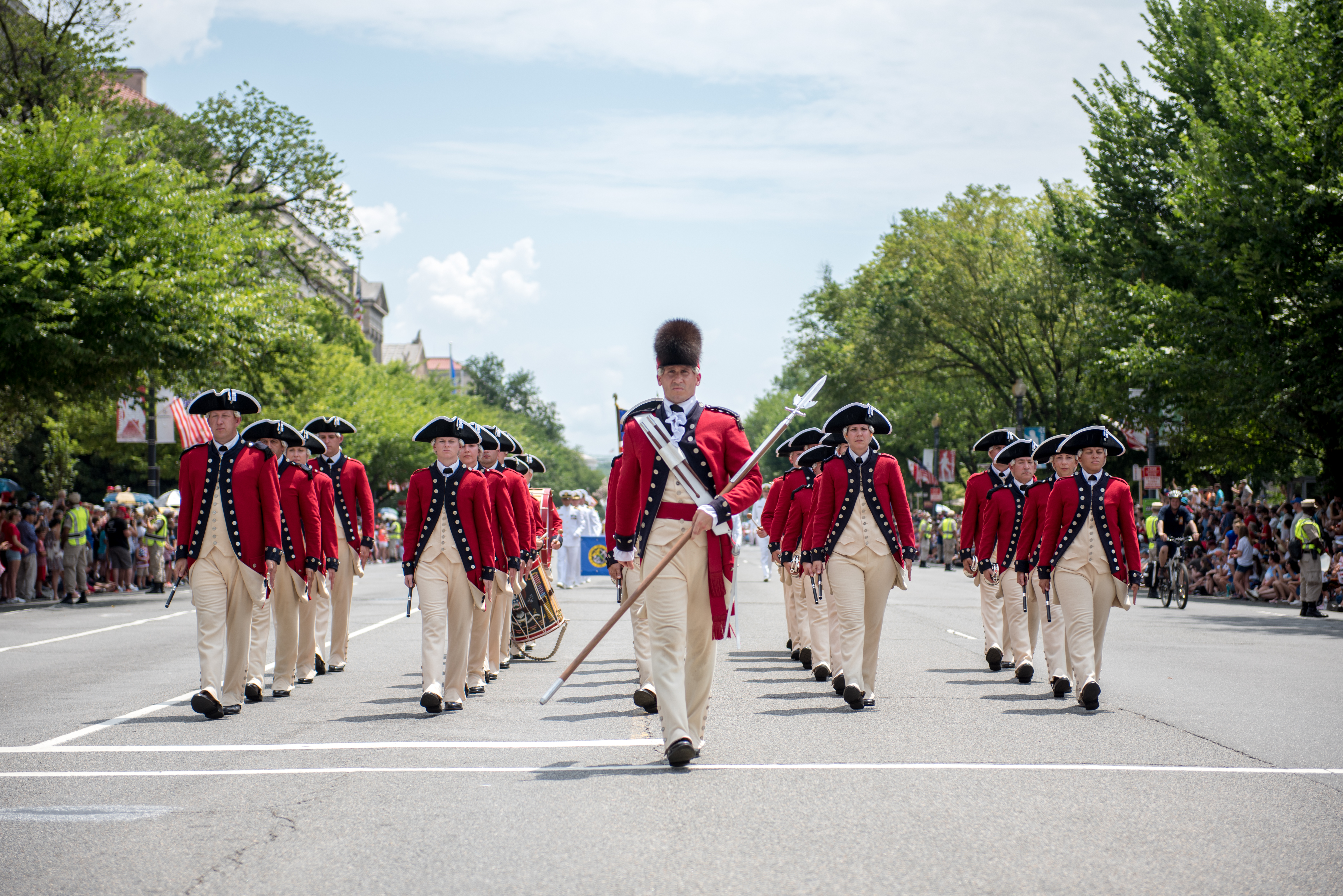
Музыканты полка в исторической униформе на параде в Вашингтоне в День независимости США 4 июля 2019 года

3-й пехотный полк (англ. 3rd United States Infantry Regiment) — старейший из существующих в настоящее время полков Армии США. Имеет прозвище Старая гвардия (The Old Guard). Включает три батальона: 2-й батальон полка дислоцирован в форте Льюс (вблизи города Такома, штат Вашингтон) и входит в состав 1-й механизированной бригады 7-й пехотной дивизии, а 1-й и 4-й батальоны полка дислоцированы в форте Мьер в округе Арлингтон штата Виргиния (вблизи Вашингтона и Арлингтонского национального кладбища) и выполняют церемониальные функции, а также являются резервом на случай необходимости обеспечения безопасности в Вашингтоне при массовых беспорядках и иных чрезвычайных ситуациях.

## История
Полк был сформирован в 1815 году из четырёх ранее существовавших полков, включая старейший Первый пехотный полк, сформированный в 1784 году. Он участвовал в войнах с индейцами, в американо-мексиканской войне, в Гражданской войне в США, в испано-американской войне, в филиппино-американской войне, во Второй мировой войне, во Вьетнамской войне.